# 캘런 멀비
캘런 멀비(Callan Mulvey, 1975년 2월 24일 ~ )는 오스트레일리아의 배우이다.

## 출연 작품

### 영화
- 캡틴 아메리카: 윈터 솔져 (2011)
  - 어벤져스: 엔드게임 (2019)
- 300: 제국의 부활 (2014)
- 배트맨 대 슈퍼맨: 저스티스의 시작 (2016)
- 섀도우 클라우드 (2020) - 존 리브스 대위 역
- 죽을 때까지 (2021)

### 텔레비전
- 파워 (2016)